# Castlevania: The Adventure ReBirth
Castlevania: The Adventure ReBirth (укр. Каслванія: Відродження пригод) — відеогра 2009 року в жанрі бойовик та платформер, розроблена M2 і випущена Konami для WiiWare 27 жовтня 2009 року (Японія), 28 грудня 2009 року (Північна Америка) та 26 лютого 2010 року (PAL).
Відеогра є рімейком оригінальної гри 1989 року Castlevania: The Adventure для Game Boy та третьою грою в серії Rebirth від M2 після Gradius ReBirth і Contra ReBirth.
Дія гри відбувається за століття до оригінальної відеогри Castlevania, де гравець керує предком Саймона Бельмонта, на ім'я Крістофер Бельмонт, який повинен перемогти Дракулу.

## Ігровий процес
The Adventure ReBirth складається з шести зон, які гравець повинен пройти, щоб завершити гру. В кінці кожної зони знаходиться бос, якого гравець повинен перемогти, щоб перейти до наступного етапу.
Основною зброєю гравця для нападу на ворогів у грі є батіг, який можна покращувати, збираючи кулі. Останнє покращення дозволяє гравцеві короткочасно стріляти з батога Крістофера. На відміну від оригінальної пригодницької гри для Game Boy, у цій грі є допоміжна зброя, яка заряджається за допомогою предметів, що називаються серцями. Всього є п'ять видів зброї, кожна з них має своє призначення.

## Музичний супровід
Саундтрек до гри написав Манабу Намікі, який працював над іншими іграми серії ReBirth. Музика складається з реміксів на попередні треки з Castlevania. Офіційний альбом вийшов 24 березня 2010 року у вигляді компіляції з музикою Contra ReBirth.

## Огляди
| Агрегатор  | Оцінка |
| ---------- | ------ |
| Metacritic | 78/100 |

The Adventure ReBirth отримала позитивні відгуки, досягнувши оцінки 78/100 на Metacritic на основі 22 рецензій критиків. Тім Турі з Game Informer похвалив її звуковий супровід і зазначив, що ця гра перевершила оригінальну Castlevania: The Adventure, хоча все ще вважає її «невблаганною». У 2011 році Роберт Воркман з GameZone поставив її на 10 місце серед найкращих ігор про Каслванію і похвалив Konami за те, що вони створили цю гру у світлі Castlevania: Lords of Shadow.